# Marfisa Galvão
Marfisa de Lima Galvão (Rio Branco, 30 de março de 1979), é uma professora brasileira, que exerceu mandato como deputada federal pelo PSD-AC, cuja posse se deu em 2 de Janeiro de 2019.

## Educação e carreira
Marfisa é formada em Educação Física, pela Universidade Federal do Acre (UFAC), profissão que exerceu por 10 anos junto ao Serviço Social do Comércio (SESC).
Em 2014, se elegeu a deputada federal como primeira suplente.
Foi eleita Vice-Prefeita de Rio Branco para o mandato de 2021 a 2024, junto ao prefeito Tião Bocalom. Durante o mandato, foi responsável pela Secretaria de Direitos Humanos ao longo de dois anos e quatro meses, tendo sido exonerada da função em abril de 2013.
Em 16 de agosto de 2023, visitou a área chamada de “Terra Prometida”, em Rio Branco, que estava sendo foco de ação de reintegração de posse pela polícia civil. Os moradores dizem que ela sentou ao chão como forma de resistência e protesto pelo acontecimento.
Em 03 de outubro de 2022, causou confusão após o anúncio do resultado das Eleições para governador, nas quais seu esposo não foi eleito. Gritou e xingou alguns dos militantes da campanha.

## Vida pessoal
Marfisa é casada com o Sergio Petecão, Senador Federal do Brasil, com quem tem três filhos.

## Histórico eleitoral
| Ano  | Eleição                  | Partido | Candidato a      | Votos   | %      | Resultado  | Ref   |
| ---- | ------------------------ | ------- | ---------------- | ------- | ------ | ---------- | ----- |
| 2014 | Estaduais do Acre        | PSD     | Deputada federal | 17.300  | 4,3%   | Suplente   | [ 7 ] |
| 2020 | Municipais de Rio Branco | PSD     | Vice-prefeita    | 87.987  | 49,58% | Eleita     | [ 8 ] |
| 2020 | Municipais de Rio Branco | PSD     | Vice-prefeita    | 104.746 | 62,93% | Eleita     | [ 8 ] |
| 2024 | Municipais do Rio Branco | PSD     | Vice-prefeita    | 68.684  | 34,77% | Não eleita | [ 9 ] |